# Medea (Seneca)
Medea è una tragedia di cui è autore il filosofo latino di epoca imperiale Lucio Anneo Seneca.
L'opera si ispira alla Medea di Euripide e all'omonima tragedia perduta di Ovidio.

## Trama
Medea invoca gli dèi delle tenebre e giura vendetta. Dopo aver ucciso il fratello Apsirto e ingannato il padre Eeta, in Colchide, per seguire Giasone a Corinto, è stata ormai abbandonata dal condottiero degli Argonauti. Le nozze con Creusa, figlia del re Creonte, sono infatti imminenti.
Il coro prega gli dèi affinché siano propizi, in vista del matrimonio.
Udendo il canto nuziale, Medea grida alla nutrice il proprio dolore, giustificando Giasone e scaricando ogni colpa su Creonte, verso il quale vuole riversare la vendetta. Nonostante la nutrice predichi prudenza e dica alla donna di fuggire, Medea rimane ferma nelle sue intenzioni.
Anche con Creonte, che le intima di lasciare Corinto, Medea lamenta le sue sventure. Dice di accettare il bando cui è costretta, ma chiede di poter abbracciare un'ultima volta i due figli avuti da Giasone. Creonte le concede un giorno.
Il coro rimpiange l'età dei padri, epoca in cui gli uomini vivevano in modo spartano e « ognuno radeva pigramente la propria costa o invecchiava nel proprio campo, non conoscendo altri beni che quelli del suolo natio », rimproverando a Giasone la sua ambizione.
Dopo un nuovo breve colloquio con la nutrice, Medea incontra Giasone. Gli rinfaccia l'ingratitudine, mentre anch'egli la prega di prendere la via dell'esilio, preoccupato per l'ira di Creonte e del re tessalo Acasto, il cui padre Pelia è morto in seguito a un inganno di Medea. Giasone teme soprattutto per i figli; appurato ciò, la figlia di Eeta comprende di aver individuato il punto debole dell'Argonauta.
Il coro ricorda la tragica fine degli Argonauti, che hanno sfidato il mare e subito un'inesorabile vendetta.
Medea prepara un manto avvelenato da far indossare alla sposa. Chiamati a sé i figli, lo consegna loro affinché lo portino a Creusa.
Il dono fatale è costato la morte a Creusa e al padre: l'incendio divampato nella città resiste all'acqua, che anzi alimenta le fiamme. Medea vuole portare a compimento la vendetta; nonostante qualche fugace momento di esitazione, uccide uno dei due figli, poi, salita sul tetto del palazzo reale, trafigge anche l'altro, questa volta sotto gli occhi di Giasone.

## Particolarità e temi
Contrariamente a quanto si usava nel dramma antico, in cui i fatti luttuosi, anziché essere rappresentati, venivano narrati da un nunzio, la tragedia di Seneca presenta l'uccisione dei figli da parte della protagonista direttamente sulla scena e davanti agli occhi degli spettatori. Questa scelta è peraltro in netto contrasto con le prescrizioni di Orazio contenute nell'Ars Poetica, che raccomandano di non rappresentare direttamente davanti al pubblico scene cruente, bensì di attenersi al decorum e alla verosimiglianza, con esplicito riferimento (come esempio) alla vicenda di Medea.
Se l'introspezione fatta da Euripide aveva portato a capire le ragioni del personaggio e del suo conflitto interiore, in Seneca Medea è condannata con ferocia perché si è fatta guidare dalle passioni (cosa imperdonabile per uno stoico come Seneca).
Già nel prologo la figura della protagonista è delineata non come una donna tradita e abbandonata dallo sposo, quanto come una maga dal carattere demoniaco, desiderosa di una tremenda vendetta: ciò costituisce una tra le principali differenze con il modello di Euripide. Diverso è anche l'atteggiamento di Giasone, il marito: mentre in Euripide Giasone è convinto delle sue azioni e disprezza Medea supplice (comportamento per cui sarà ammonito dal coro), in Seneca l'eroe appare angosciato e si dichiara costretto a prendere tale decisione per amore dei figli. Il coro in questo caso approva la figura di Giasone e vede le sue nuove nozze come la sua liberazione da Medea, per la quale non prova pietà.